# XENPAK
 XENPAK光模組是10 Gigabit Ethernet 中的光收發器（獨立於收發光信號的電路和光學元器件的小型裝置，用於交換機和路由器的接口部分）的標準規範。由 Agere 、 Agilen 、三菱电机有限公司、 Pine Photonics, Tyco 和 Optillion 公司组成的XENPAK工作组定義，規定了有關產品的外形尺寸、光插頭種類、電器引腳配置和功能等參數。XENPAK光模組在一些比較老款的設備上使用。

## 概述
XENPAK於2001年3月12日公開，於2001年5月7號發行，支援單模及多模的光纖系統，通常工作波長是 850nm, 1310nm 或1550nm，適合用於交換器、路由器等設備，有些可連接CX4纜線。由於是第一代的光纖收發器，體積(136×36×17mm)及消耗功率過大，在X2、XFP、SEP+的陸續出現已逐漸被取代。

## XENPAK規格
- 10GBASE-SR-850nm多模光纖，傳輸距離可達300 公尺[1]。

- 10GBASE-LR-1310nm單模光纖，傳輸距離可達100公里[1]。

- 10GBASE-ER-1550nm單模光纖，傳輸距離可達 40公里[1]。

- 10GBASE-ZR-1550nm單模光纖，傳輸距離可達80公里[1]。

- 10GBASE-LRM-1310多模光纖，傳輸距離可達 220公尺[1]。

- 10GBase-LX4-1310nm單模或多模光纖，傳輸距離可達 10公里(單模)300公尺(多模)[1]。

## 與XENPAK競爭的光纖收發器

### X2(100×36×12mm)
X2為XENPAK進階版，體積與功率皆縮小1/3以上，但目前也已經被SFP+取代。

### XFP(78×18×10mm)
XFP只提供光電轉換沒有編碼等其他功能，故體積相較於XENPAK及X2來的更小。專為10Gb / s設計亦也支持8Gb / s光纖通道及多種10 Gb / s乙太網和光傳輸網絡。

### SFP+(56.5×13.4×8.5mm)
SFP+支援不同波長、單模多模等版本。與XFP類似，只提供光電轉換，但SFP+更為精簡、功率消耗更低，尺寸也較XFP更小，是目前應用的主流。